# 多梅夫尔昂艾
多梅夫尔昂艾（法語：Domèvre-en-Haye，法語發音：[dɔmɛvʁ ɑ̃ ɛ]）是法国默尔特-摩泽尔省的一个市镇，属于图勒区。

## 地名
“多梅夫尔昂艾”（Domèvre-en-Haye）一名在法语中意为“艾森林中的多梅夫尔”。
该地名“Domèvre-en-Haye”发音为[dɔmɛvʁ ɑ̃ ɛ]而非[dɔmɛvʁ ɑ̃n‿ɛ]，因为Haye的首字母“H”为嘘音，en与Haye不联诵，《世界地名翻译大辞典》与《世界地名译名词典》将其误译作“多梅夫尔昂奈”。

## 地理
多梅夫尔昂艾（48°49'3"N, 5°55'46"E）面积8.46 平方千米，位于法国大東部大區默尔特-摩泽尔省，该省份为法国东北部内陆省份，是洛林的一部分，北邻比利时、卢森堡，北起顺时针与摩泽尔省、下莱茵省、孚日省和默兹省接壤。
与多梅夫尔昂艾接壤的市镇（或旧市镇、城区）包括：热宗库尔、瓦夫尔地区马农库尔、马农维尔、马尔坦库尔、米诺维尔、罗热维尔、特朗布勒库尔。
多梅夫尔昂艾的时区为UTC+01:00、UTC+02:00（夏令时）。

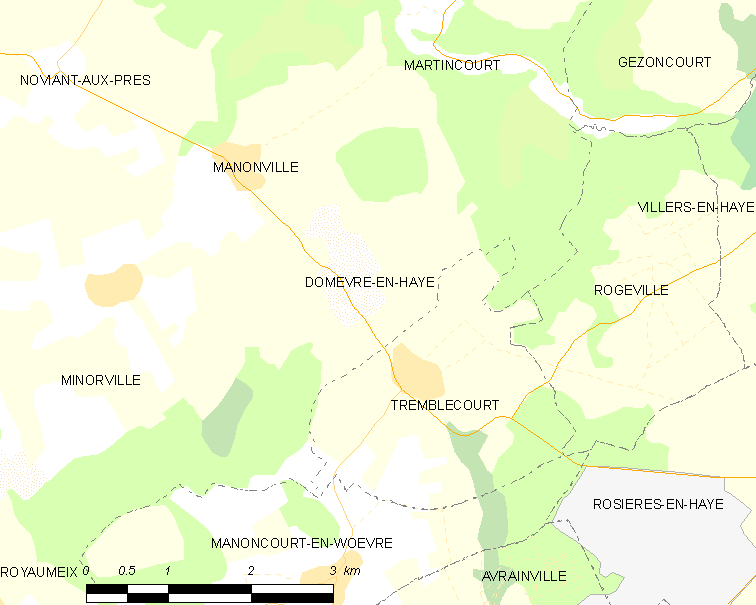
多梅夫尔昂艾的OSM定位图

## 行政
多梅夫尔昂艾的邮政编码为54385，INSEE市镇编码为54160。

## 政治
多梅夫尔昂艾所属的省级选区为北图卢瓦县。

## 人口

1962-2008年间多梅夫尔昂艾人口变化图示

多梅夫尔昂艾于2022年1月1日时的人口数量为408人。